# (325) Heidelberga
(325) Heidelberga es un asteroide perteneciente al cinturón exterior de asteroides descubierto el 4 de marzo de 1892 por Maximilian Franz Wolf desde el observatorio de Heidelberg-Königstuhl, Alemania.
Está nombrado por la ciudad alemana de Heidelberg.